# Ernest Friderich
Ernest Friderich (ou Ernst Friedrich), né le 23 octobre 1886 à Paris et décédé le 22 janvier 1954 à Nice, à 67 ans, est un pilote automobile de course français d'origine alsacienne, qui a obtenu deux podiums au Grand Prix de France à douze années d'écart.

## Biographie
Remarqué par Ettore Bugatti, ce dernier l'embauche en 1909 d'abord comme agent commercial et mécanicien Bugatti. Il devient le premier pilote vainqueur pour la marque en 1920. Entre-temps il a terminé quinzième des 500 miles d'Indianapolis 1914 avec la marque.
Pilote attitré et officiel de la firme de Molsheim jusqu'en 1924, Ettore Bugatti le remplace progressivement par Meo Costantini à partir de 1923. Friderich devient alors recruteur pour l'écurie et découvre entre autres le pilote Frédéric Toselli, à Nice, en 1930, qu'il engage chez Bugatti.
Sa fille Renée (dite La fille Friderich, 16 novembre 1911 à Lunéville - 24 février 1932 à Pougues-les-Eaux) participe elle aussi à des courses automobiles mais, meurt à 20 ans au volant d'une Delage D8-S roadster lors du Rallye Paris - Saint-Raphaël Féminin, épreuve qu'elle avait remportée la saison précédente sur une Bugatti Type 43 Grand Sport. Friderich a également un fils, Paul qui compte quelques engagements en 1946 et 1947.
Ernest Friderich participe aux 24 Heures du Mans 1932 avec le comte Stanisław Czaykowski, sur Bugatti Type 55 (dixième, sur dernier abandon). Il est alors concessionnaire Bugatti sur la Riviera.

## Palmarès
- Coupe des Voiturettes en 1920 au Mans, sur Bugatti Type 13[5].
- Gran Premio delle Vetturette en 1921 à Brescia, sur Bugatti Type 22 (et quadruplé historique du modèle, avec Pierre de Vizcaya, Baccoli et Marco, quatre jours après le premier Grand Prix d'Italie sur les lieux même)[6].
- Deuxième Circuit international des Gattières en 1925, sur Bugatti 2,0 l[7].
  - 2e du Grand Prix des Vieux Tacots 1911 (titre du Grand Prix de France), sur Bugatti Type 13.
  - 3e du Grand Prix de France 1923, sur Bugatti Type 32 « Tank ».
  - 8e du Grand Prix de France 1924, sur Bugatti Type 35.
  - 15e des 500 miles d'Indianapolis 1914, sur Bugatti.

## Galerie

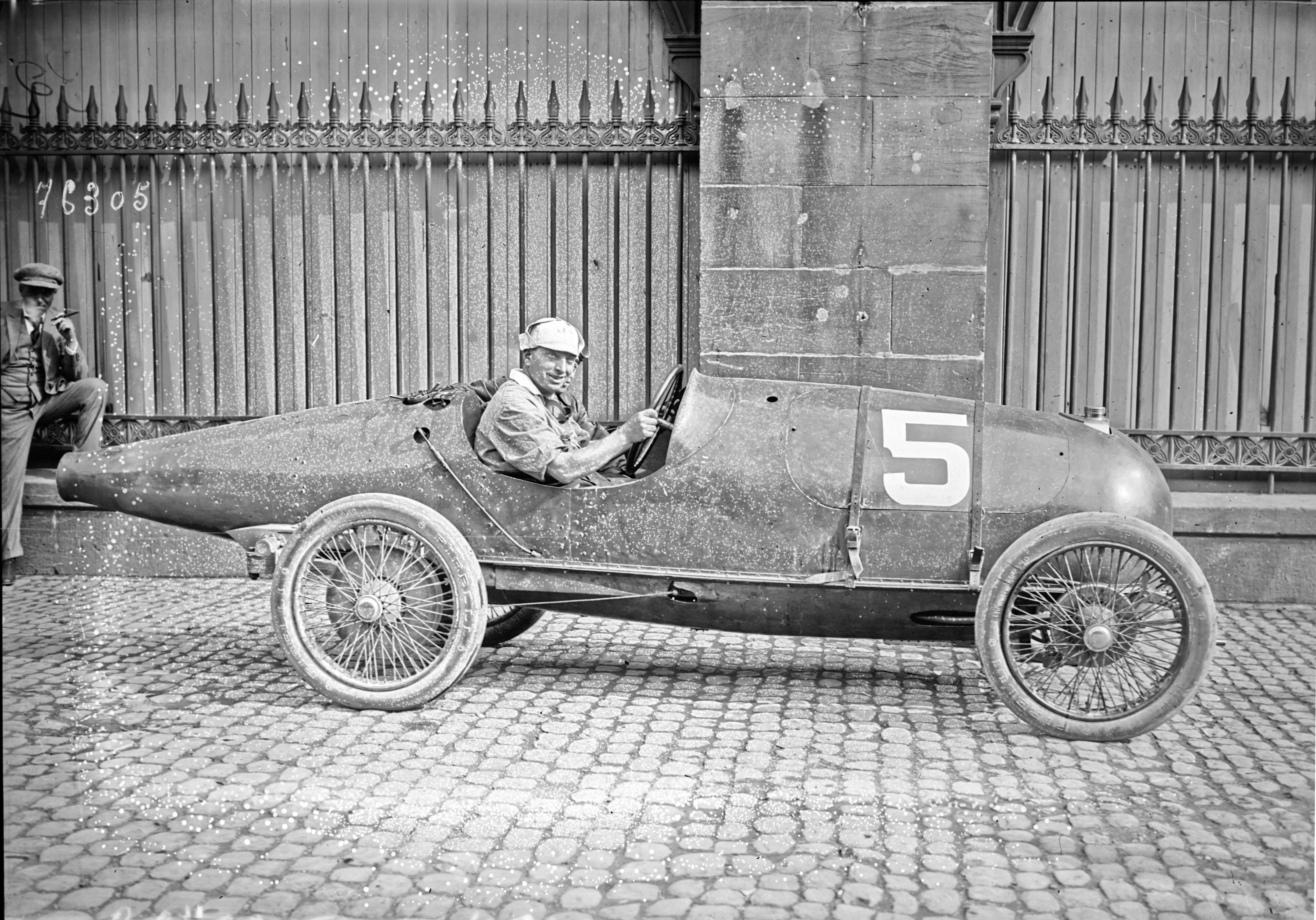
Ernest Friedrich au Grand Prix de l'ACF 1922.
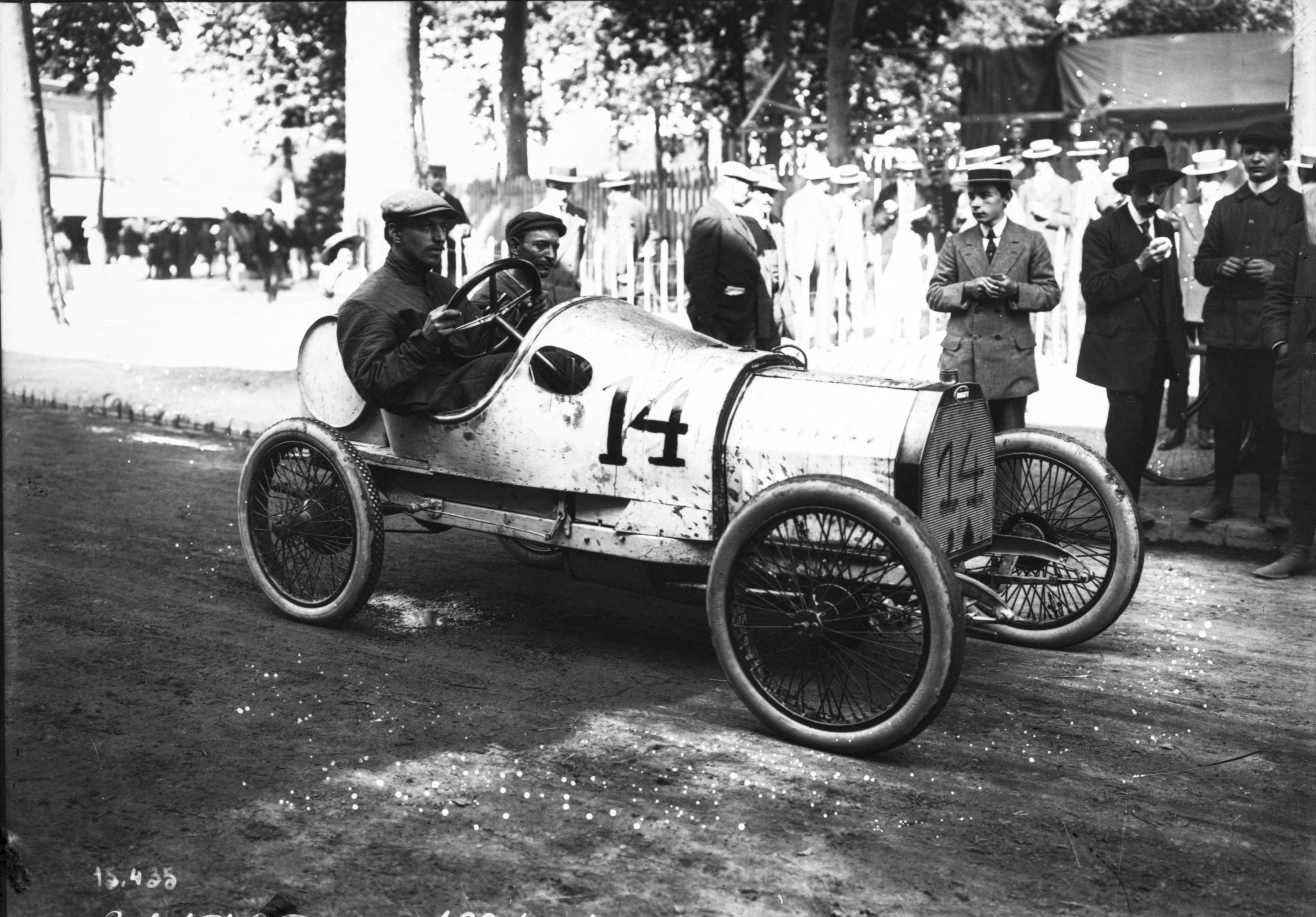
Ernest Friedrich au Grand Prix de France en 1911 (des Vieux Tacots, en tête au deuxième tour sur Bugatti au Mans).
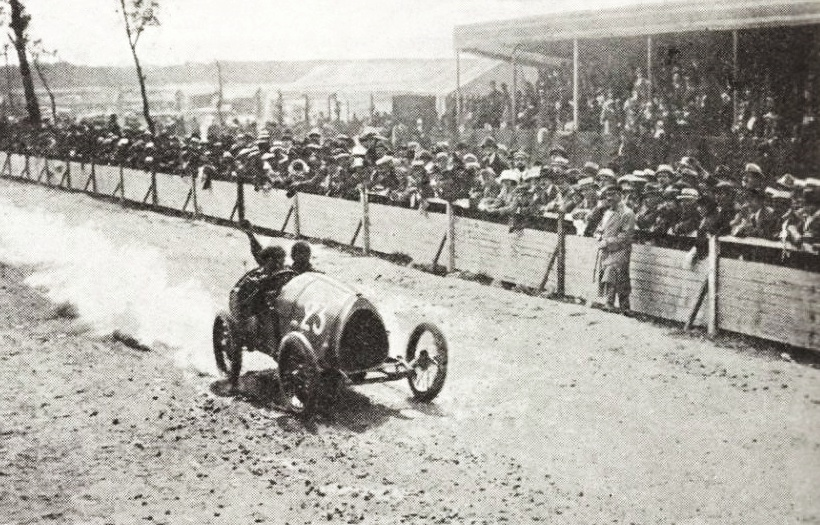
Ernest Friderich vainqueur de la Coupe des voiturettes du Mans en 1920 sur Bugatti Type 13.
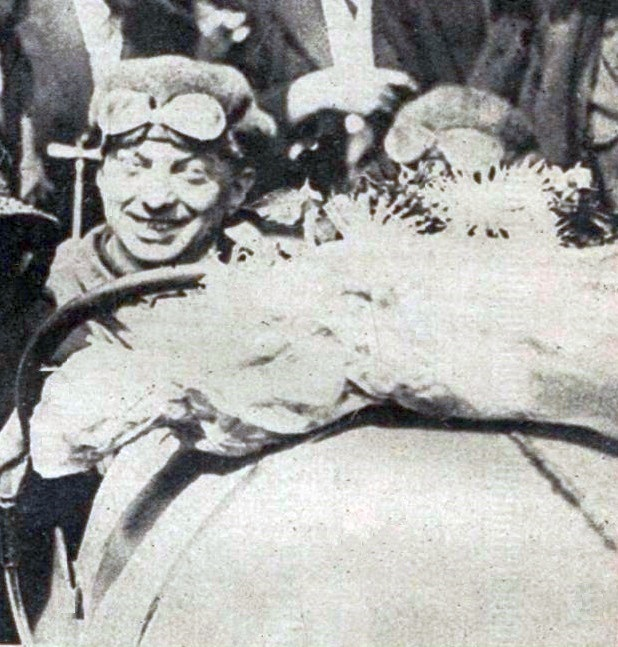
Ernest Firederich à l'arrivée mancelle de la Coupe des voiturettes 1920.
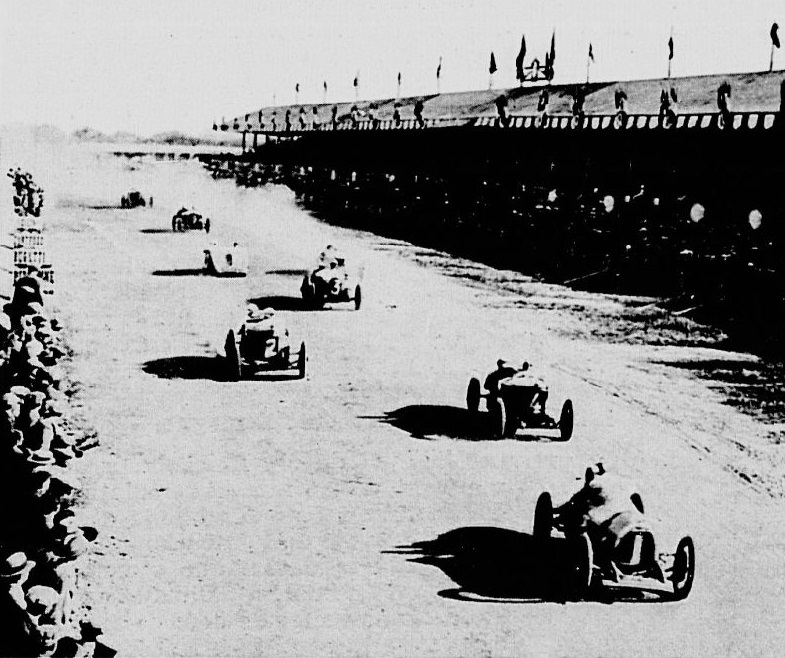
Départ du Grand Prix de l'ACF 1923, à Tours (avec ici l'une des trois Type 32 'Tank' engagées, au cinquième rang de la photo).
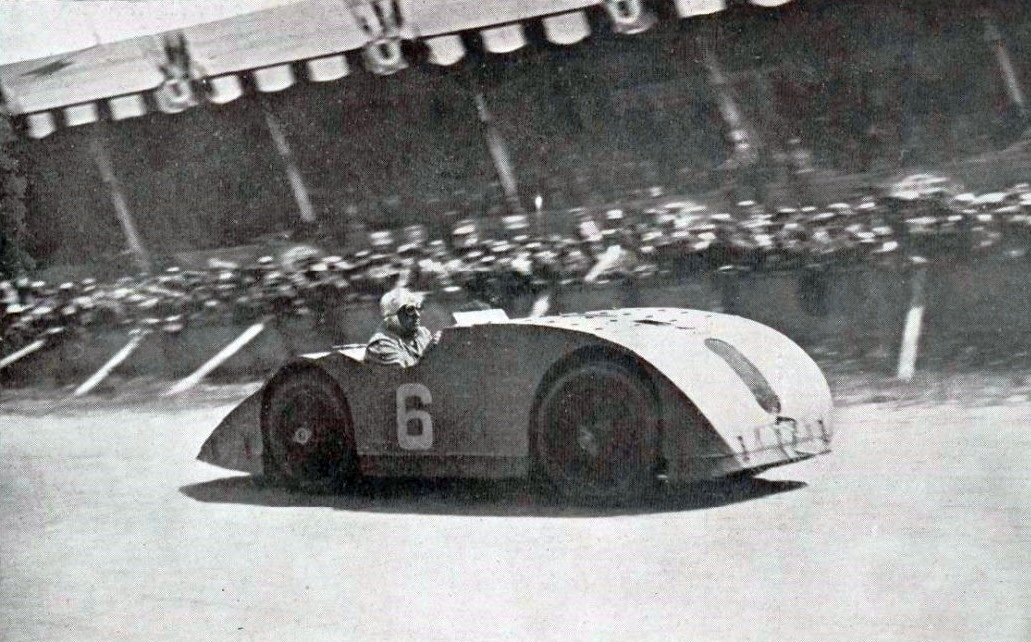
Ernest Friederich...
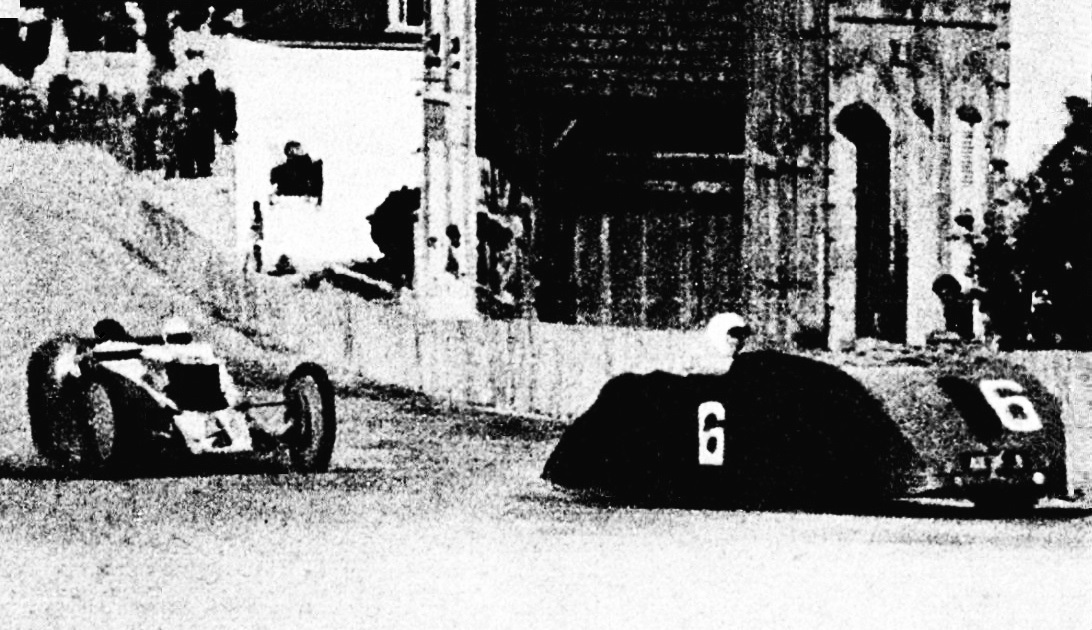
...troisième sur Bugatti Tank Type 32...
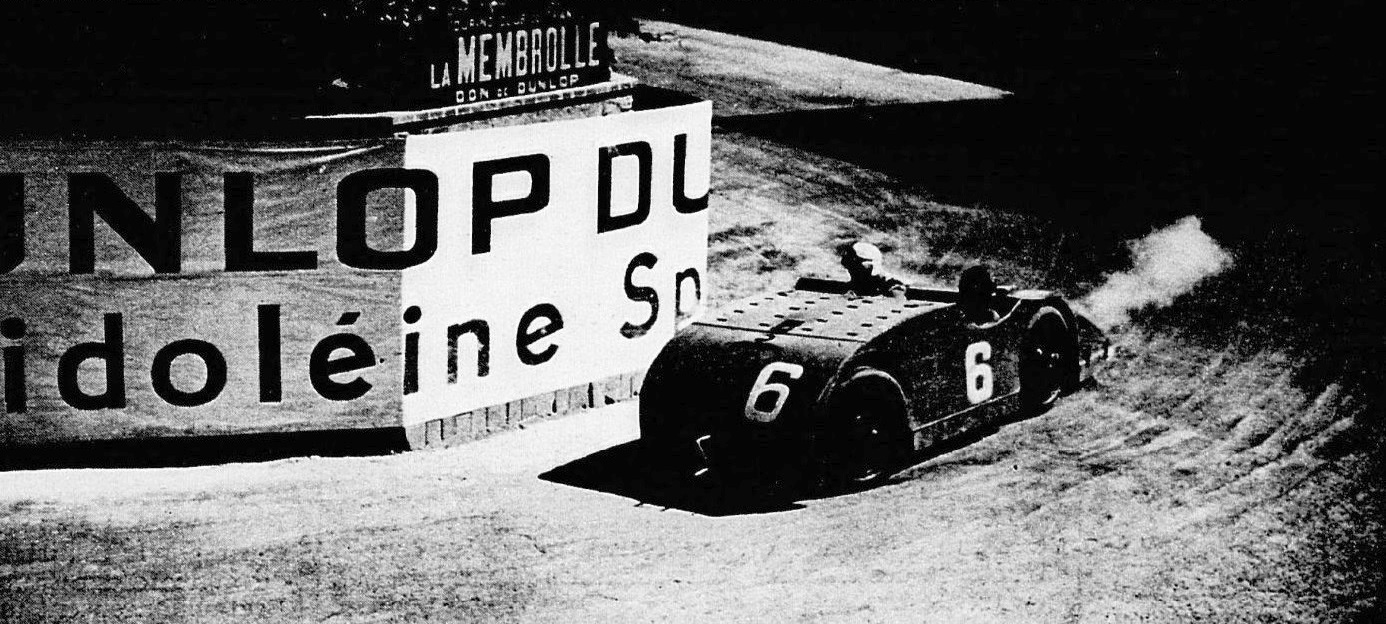
...au GP de l'A.C.F 1923 de à Tours.
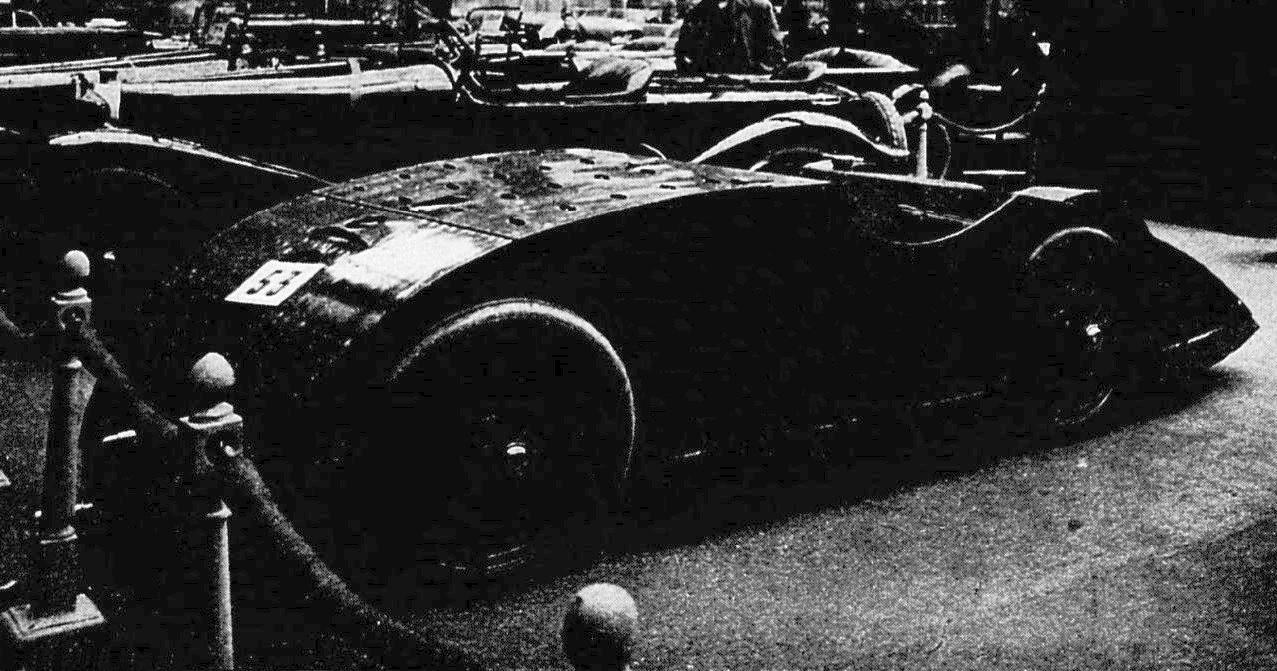
Une Bugatti T32 'Tank' au salon de Paris en décembre 1923.
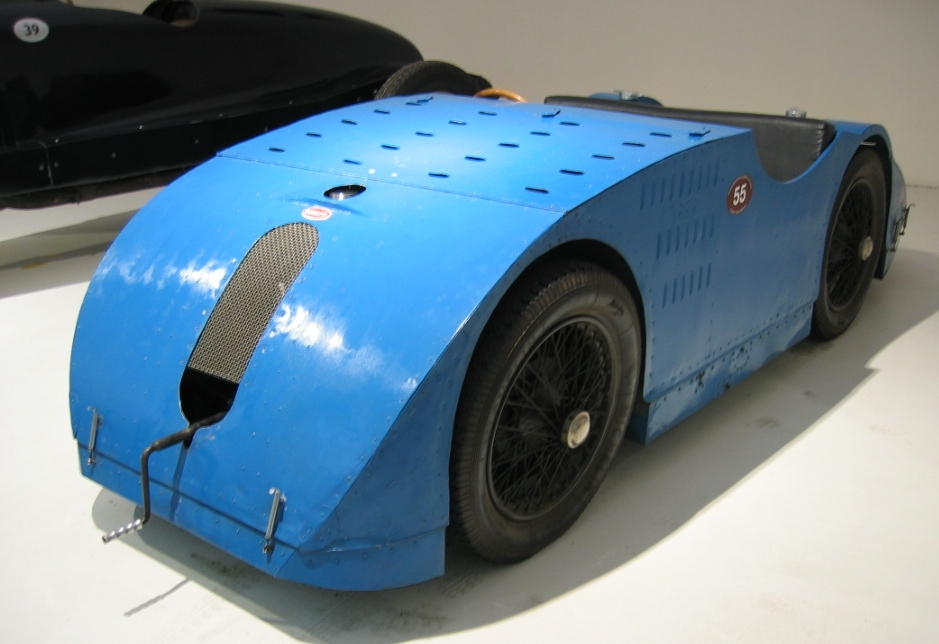
La Bugatti Type 32 « Tank » de 1923, ici à la Cité de l'automobile de Mulhouse, a été spécialement conçue pour le Grand Prix de France. Elle permet à Friderich d'y terminer troisième.